# Кроти (Прилуцький район)
Кро́ти —  село в Україні, у Прилуцькому районі Чернігівської області. Населення становить 5 осіб (станом на 1 листопада 2014 року). Входить до складу Сухополов'янської сільської громади.

## Населення

### Мова
Розподіл населення за рідною мовою за даними перепису 2001 року:
| Мова       | Кількість | Відсоток |
| ---------- | --------- | -------- |
| українська | 26        | 100%     |

## Історія
Недалеко від села Канівщина – два невеликих хутори. Один з них – Кроти, або Кротівський, Кротівщина, Ворожчин хутір. Уперше його згадано в 1797–1799 роках під назвою хутір Кротівський. Входив він до складу Прилуцького повіту. У 1797 році в хуторі Кротівському налічувалось 4 душі податного населення чоловічої статі. У записах 1859 року зустрічаємо його під назвою „власницький хутір Кротівщина”. Тоді в ньому проживало 106 осіб, а дворів було 18. Кротівщина входила до Рудівської волості 3-го стану, а парафіяни були приписані до Олександро–Невської (Петро–Павлівської) церкви села Рудівка. На картах 1832, 1869 і 1902 року позначено як хутір Ворощин. Певно, жила там баба–ворожка. Власниками хутора в кінці ХІХ ст. – на початку ХХ ст. були поміщики Тарновські, Крупеники.
Хутір то розростався, то занепадав. У 1910 році в ньому проживало 344 осіб. Були свої кравці, ткачі. Найпоширеніші прізвища Стригун, Корнух, Гайдай, Михайличенко. Ну і, як подобає, хуторяни мали прізвиська, які відомі й тепер. В одній сім’ї жила бабуся, яка припадала на ногу, була кривою – ще й зараз пам’ятають прізвисько Крившині. Прізвиська Охрімові та Миколчині походять від дідів Охріма та Миколи. Хутор ділився на кутки. Куток Каврай – походження назви невідоме. На Майстренковому кутку жили люди з одинаковим прізвищем – Майстренки.
У 1862 році на хуторі володарському Кротівщина було 18 дворів, де жило 106 осіб.
У 1911 році на хуторі Ворожин (Кро́тівський) жило 127 осіб.
До 2019 року орган місцевого самоврядування — Канівщинська сільська рада.